# Golemi vrăch
Golemi vrăch (bulgariska: Големи връх) är ett berg i Bulgarien.   Det ligger i regionen Pernik, i den västra delen av landet, 50 km väster om huvudstaden Sofia. Toppen på Golemi vrch är 1 462 meter över havet, eller 438 meter över den omgivande 